# Деканат Пинкафельд
Деканат Пинкафельд — деканат католической епархии Айзенштадт.
Деканат  включает в себя 14 приходов.

## Приходы с церковными зданиями
| Приход — Pfarre | Святой покровитель — Patrozinium | Церковное здание — Kirchengebäude | Изображение — Bild                                                                            |
| Бад-Тацмансдорф (Bad Tatzmannsdorf) | Иоанн Креститель (Hl. Johannes der Täufer) | Приходская церковь Бад-Тацмансдорф (Pfarrkirche Bad Tatzmannsdorf) | Римско-католическая приходская церковь Святого Иоанна Крестителя в Бад-Тацмансдорф (интерьер) |
| Бернштайн (Bernstein) | Архангел Михаил (Hl. Michael) | Приходская церковь Бернштайн (Pfarrkirche Bernstein) | Римско-католическая церковь Бернштайн                                                         |
| Вольфау (Wolfau) | Троица (Hl. Dreifaltigkeit\|Dreifaltigkeit\|Hl. Dreifaltigkeit) | Приходская церковь Вольфау (Pfarrkirche Wolfau) | Католическая приходская церковь Вольфау                                                       |
| Графеншахен (Grafenschachen) | Троица (Hlgst. Dreifaltigkeit) | Приходская церковь Графеншахен (Pfarrkirche Grafenschachen) | Католическая приходская церковь Графеншахен                                                   |
| Кеметен (Kemeten) | Николай Чудотворец (Hl. Nikolaus) | Приходская церковь Кеметен (Pfarrkirche Kemeten) | Приходская церковь Кеметен                                                                    |
| Кицладен (Kitzladen) | Иаков Зеведеев (Hl. Jakobus der Ältere) | Приходская церковь Кицладен (Pfarrkirche Kitzladen) | Католическая приходская церковь Кицладен                                                      |
| Литцельсдорф (Litzelsdorf) | Леонард Лиможский (Hl. Leonhard) | Приходская церковь Литцельсдорф (Pfarrkirche Litzelsdorf) | Приходская церковь Литцельсдорф                                                               |
| Мариасдорф (Mariasdorf) | Вознесение Девы Марии (Mariä Himmelfahrt) | Приходская церковь Мариасдорф (Pfarrkirche Mariasdorf) | Приходская церковь Мариасдорф                                                                 |
| Обердорф-им-Бургенланд (Oberdorf im Burgenland) | Святая Анна (Hl. Anna) | Приходская церковь Обердорф-им-Бургенланд (Pfarrkirche Oberdorf im Burgenland) | Католическая приходская церковь Обердорф-им-Бургенланд                                        |
| Оберварт (Oberwart) | Вознесение Девы Марии (Mariä Himmelfahrt) | Приходская церковь Оберварт (Pfarrkirche Oberwart) | Приходская церковь Оберварт                                                                   |
| Пинкафельд*) (Pinkafeld) | Святой Пётр и святой Павел (Hll. Petrus und Paulus) | Приходская церковь Пинкафельд (Pfarrkirche Pinkafeld) | Католическая приходская церковь Пинкафельд                                                    |
| Ротентурм-ан-дер-Пинка (Rotenturm an der Pinka) | Собор всех святых (Allerheiligen) | Приходская церковь Ротентурм-ан-дер-Пинка (Pfarrkirche Rotenturm an der Pinka) | Римско-католическая приходская церковь Ротентурм-ан-дер-Пинка                                 |
| Санкт-Мартин-ин-дер-Варт (St. Martin in der Wart) | Мартин Турский (Hl. Martin) | Приходская церковь Санкт-Мартин-ин-дер-Варт (Pfarrkirche St. Martin in der Wart) | Церковь Санкт-Мартин-ин-дер-Варт                                                              |
| Унтерварт (Unterwart) | Екатерина Александрийская (Hl. Katharina) | Приходская церковь Унтерварт (Pfarrkirche Unterwart) | Приходская церковь Унтерварт                                                                  |
| *) Примечание: Все жители села Зиннерсдорф (Sinnersdorf) из общины Пинггау (Gemeinde Pinggau), расположенной в федеральной земле Штирия, официально являются прихожанами (паствой) прихода Пинкафельд. | *) Примечание: Все жители села Зиннерсдорф (Sinnersdorf) из общины Пинггау (Gemeinde Pinggau), расположенной в федеральной земле Штирия, официально являются прихожанами (паствой) прихода Пинкафельд. | *) Примечание: Все жители села Зиннерсдорф (Sinnersdorf) из общины Пинггау (Gemeinde Pinggau), расположенной в федеральной земле Штирия, официально являются прихожанами (паствой) прихода Пинкафельд. | Церковь Зиннерсдорфа                                                                          |

## Внешние ссылки
- Официальный сайт епархии Айзенштадта  (нем.)
- Информация об епархии Айзенштадта  (англ.)
- Диоцез Айзенштадт  (нем.)
- Диоцез Айзенштадт (обзорная информация)  (нем.)
- Деканаты диоцеза Айзенштадт Dekanate  (нем.)
- Приходы диоцеза Айзенштадт Pfarren  (нем.)